# Нерсес V (Католикос усіх вірмен)
Нерсес V (Нерсес Аштаракеці) — діяч Вірменської апостольської церкви, Католикос усіх вірмен (1843–1857).
Заснував у Тифлісі семінарію для підготовки священиків та низку світських навчальних закладів.
Під час Російсько-перської війни 1826—1828 рр. виступав за приєднання Східної Вірменії до Російської імперії.